# Peso mediano
Peso mediano o peso medio, es una categoría competitiva del boxeo y otros deportes de combate, que agrupa a competidores de peso intermedio. En el boxeo profesional la categoría abarca a los púgiles que pesan más de 69,853 kilos (154 lb) y menos de 72,562 (160 lb). En el boxeo aficionado (varones mayores) la categoría abarca a los boxeadores que pesan más de 69 kilos (152,12 lb) y menos de 75 kilos (165,35 lb).
En el boxeo profesional la categoría inmediata anterior es el peso superwélter y la inmediata superior el peso supermediano. En el boxeo amateur la categoría inmediata anterior es el peso wélter y la inmediata superior el peso supermediano.
El peso mediano es una de las ocho categorías tradicionales del boxeo: mosca, gallo, pluma, ligero, wélter, mediano, mediopesado y pesado.
El término también es utilizado para designar una categoría de otros deportes de combate como el kick boxing y el taekwondo.

## Historia
La categoría parece haber surgido en el boxeo en la década de 1840. La primera pelea de campeonato estadounidense, peso mediano sin guantes, fue entre Tom Chandler y Dooney Harris en 1867, en la que ganó el primero.
La primera pelea de campeonato mediano con guantes parece haber sido aquella en la que Jack (Nonpareil) Dempsey (no confundir con el famoso boxeador del mismo nombre) venció a George Fulljames por nocaut el 30 de julio de 1884.

### Boxeadores destacados de peso mediano
Algunos de los boxeadores que se han destacado en peso mediano son:
- Nino Benvenuti, italiano, coronado campeón mundial en 1967 y nuevamente entre 1968 y 1970.
- Gene Fullmer
- Rocky Graziano
- Harry Greb
- Emile Griffith
- "Marvelous" Marvin Hagler, quien defendió el título 13 veces. Conocido por su poderosa pegada y gran resistencia física.
- Tommy "The Hitman" Hearns.
- Bernard Hopkins, quien posee el récord de defensas de la categoría (20) y el primero en haber unificado el título entre las cuatro asociaciones reguladoras, WBO, WBC, IBF y WBA.
- Nigel Benn, quien produjo 27 nocauts en 31 combates de peso mediano.
- Chris Eubank invicto en 28 combates de peso mediano, fue campeón de la WBO en peso mediano y supermediano, luego de vencer a Benn.
- Roberto "Mano de Piedra" Durán, boxeador panameño que fue uno de los de mayor edad en ganar la corona del peso mediano al derrotar con casi 38 años por decisión dividida a Iran Barkley en febrero de 1989.
- Jake "Raging Bull" LaMotta
- Carlos Monzón, boxeador argentino que unificó el título de la WBA y del WBC, y luego de vencer a Benvenutti lo defendió exitosamente 14 veces llegando a ser el que más veces lo retuvo y retirándose como campeón, defendió el título Lineal durante 79 meses.
- Rodrigo Valdez, dos veces campeón mundial de los medianos. Fue célebre su rivalidad con Carlos Monzón y Bennie Briscoe.
- Sugar Ray Robinson, Cinco veces campeón, considerado por muchos el mejor boxeador de todos los tiempos, aunque sus mejores números y sus mejores épocas fue en los wélter.
- Sugar Ray Leonard, no hizo carrera en el peso mediano, pero su única pelea en esta categoría fue cuando en 1987 derrotó en una controvertida decisión a Marvin Hagler.
- Marcel Cerdan, boxeador francés, el primer no estadounidense en ganar el título mediano.
- Sergio "Maravilla" Martínez, boxeador argentino, fue campeón de la WBO y del WBC en peso mediano, retuvo el título Lineal durante 50 meses.
- Guennadi Golovkin, fue campeón mundial de la WBA, del WBC, de la FIB y de la IBO en la categoría de peso mediano; y con un 89.2 % de KO, el cual es el mayor porcentaje en la historia de la división.
- Saúl Álvarez, campeón mundial de la WBA, WBC, de la IBO y de The Ring del peso mediano, títulos obtenidos al vencer a Gennady Golovkin en su segunda pelea tras el empate del primer enfrentamiento.

## Mujeres y cadetes
En el boxeo profesional no existen diferencias entre varones y mujeres, en lo relativo a los límites entre las categorías, con la aclaración que entre las mujeres no existe la categoría de peso superpesado y por lo tanto la categoría máxima es peso pesado.
En el boxeo amateur sí existen diferencias en los límites de las categorías, entre los varones mayores (adultos y juniors), con respecto a las mujeres y los cadetes (menores de edad). En el caso del boxeo femenino de la categoría mediano es la siguiente:
- Límite inferior: 64 kg.
- Límite superior: 69 kg.

Por otra parte en el boxeo amateur, existe la categoría peso superwélter para mujeres y cadetes, que no existe para varones mayores.

## Campeones profesionales
Los más recientes campeones mundiales de la categoría son:
| Campeones mundiales recientes de peso mediano | Campeones mundiales recientes de peso mediano | Campeones mundiales recientes de peso mediano | Campeones mundiales recientes de peso mediano | Campeones mundiales recientes de peso mediano | Campeones mundiales recientes de peso mediano |
| Asociación                                    | Desde                                         | Campeón                                       | País                                          | Récord                                        | Defensas                                      |
| --------------------------------------------- | --------------------------------------------- | --------------------------------------------- | --------------------------------------------- | --------------------------------------------- | --------------------------------------------- |
| Super WBA                                     | 9 de abril de 2022                            | Guennadi Golovkin                             | Kazajistán                                    | 42-1-1 (37 KO)                                | 0                                             |
| WBA                                           | 7 de diciembre de 2019                        | Chris Eubank Jr.                              | Reino Unido                                   | 30-2-0 (22 KO)                                | 0                                             |
| WBC                                           | 26 de junio de 2019                           | Jermall Charlo                                | Estados Unidos                                | 32-0 (22 KO)                                  | 4                                             |
| IBF                                           | 5 de octubre de 2019                          | Guennadi Golovkin                             | Kazajistán                                    | 42-1-1 (37 KO)                                | 2                                             |
| WBO                                           | 30 de octubre de 2020                         | Zhanibek Alimjanuly                           | Kazajistán                                    | 12-0 (8 KO)                                   | 0                                             |

Actualizado el 28/10/2022

## Campeones amateurs

### Campeones olímpicos
- Juegos Olímpicos de 1904:  Charles Mayer (USA)
- Juegos Olímpicos de 1908:  John Douglas (GBR)
- Juegos Olímpicos de 1920:  Harry Mallin (GBR)
- Juegos Olímpicos de 1924:  Harry Mallin (GBR)
- Juegos Olímpicos de 1928:  Piero Toscani (ITA)
- Juegos Olímpicos de 1932:  Carmen Barth (USA)
- Juegos Olímpicos de 1936:  Jean Despeaux (FRA)
- Juegos Olímpicos de 1948:  László Papp (HUN)
- Juegos Olímpicos de 1952:  Floyd Patterson (USA)
- Juegos Olímpicos de 1956:  Guennadi Shatkov (URS)
- Juegos Olímpicos de 1960:  Eddie Crook, Jr. (USA)
- Juegos Olímpicos de 1964:  Valeri Popenchenko (URS)
- Juegos Olímpicos de 1968:  Chris Finnegan (GBR)
- Juegos Olímpicos de 1972:  Vyacheslav Lemeshev (URS)
- Juegos Olímpicos de 1976:  Michael Spinks (USA)
- Juegos Olímpicos de 1980:  José Gómez Mustelier (CUB)
- Juegos Olímpicos de 1984:  Shin Joon-Sup (KOR)
- Juegos Olímpicos de 1988:  Henry Maske (GDR)
- Juegos Olímpicos de 1992:  Ariel Hernández Azcuy (CUB)
- Juegos Olímpicos de 1996:  Ariel Hernández Azcuy (CUB)
- Juegos Olímpicos de 2000:  Jorge Gutiérrez (CUB)
- Juegos Olímpicos de 2004:  Gaidarbek Gaidarbékov (RUS)
- Juegos Olímpicos de 2008:  James DeGale (GBR)
- Juegos Olímpicos de 2012:  Ryōta Murata (JPN)
- Juegos Olímpicos de 2016:  Arlen López (CUB)
- Juegos Olímpicos de 2020: Hebert Conceição (BRA)
- Juegos Olímpicos de 2024: Oleksandr Khyzhniak (UKR)

## Peso medio en otros deportes

### Kick boxing
En kick boxing, la International Kickboxing Federation (IKF) ha establecido la categoría peso mediano tanto para profesionales como para diletantes entre 72,4 y 75 kg (159,1-165 lb).

### Taekwondo
| Categoría    | Masculino | Femenino | Competencias                                                         | Nota       |
| ------------ | --------- | -------- | -------------------------------------------------------------------- | ---------- |
| Peso mediano | 78-84 kg  | 67-72 kg | Campeonatos mundiales, continentales y nacionales, Juegos Asiáticos. | Desde 1999 |
| Peso mediano | 76-83 kg  | 65-70 kg | Campeonatos mundiales, continentales y nacionales, Juegos Asiáticos. | Hasta 1998 |
| Peso mediano | 68-80 kg  | 57-67 kg | Juegos Olímpicos, Juegos Panamericanos, Juegos Panafricanos.         |            |